# Bombykol
Bombykol ist ein Insektenpheromon, das von einigen Arten von Schmetterlings-Weibchen als Sexual-Lockstoff produziert wird. Dabei wird der Stoff von einer Drüse im Abdomen produziert und in die Luft entlassen, um männliche Sexualpartner anzulocken.

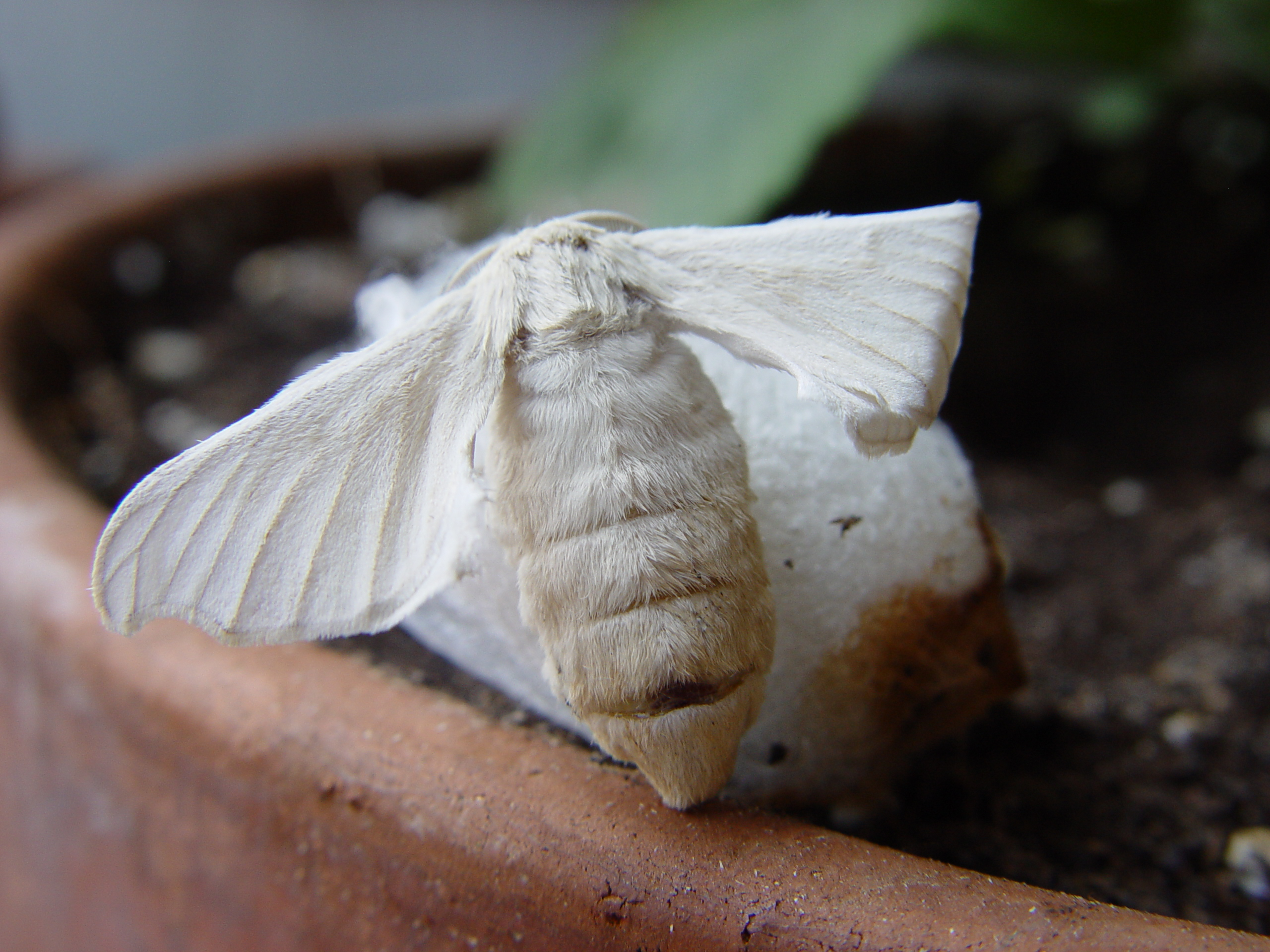
500.000 Duftdrüsen des weiblichen Seidenspinners (Bombyx mori L.) wurden benötigt, um die Molekülstruktur des Bombykols aufzuklären.

Die Männchen erkennen die Substanz mit ihren Antennen, sogar wenn nur ein einziges Molekül auf sie trifft, weswegen es gern als Beispiel in der Sinnesphysiologie verwendet wird. Eine Reaktion des Faltermännchens erfolgt jedoch erst bei Konzentrationen ab etwa 1000 Bombykolmolekülen pro cm3 im Luftstrom. Nach einer anderen Literaturquelle wirken bereits 60 Moleküle dieses Pheromons in einem Liter Luft bei den Männchen als eindeutig erregend.
Die Detektion geschieht durch chemosensorische Neurone in porösen Härchen, sogenannten „Sensillen“ auf den gefächerten Antennen der Männchen.
Bombykol wird von mehreren Arten verwendet, zum Beispiel vom Seidenspinner (Bombyx mori) und von Bombyx mandarina (Bombycidae). Aber auch bei Coloradia velda und Hemileuca eglanterina (beide Saturniidae) wirkt der Stoff als Pheromon.
Bombykol wurde 1959 von Adolf Butenandt als das erste Pheromon chemisch charakterisiert. Dazu wurden aus den Abdominaldrüsen von etwa 500.000 weiblichen Faltern 12 mg des flüssigen Pheromons gewonnen. Wichtiger Baustein einer Totalsynthese ist 10-Undecinol.

## Synthese
Zur Synthese von Bombykol werden hauptsächlich Wittig-Reaktionen durchgeführt, da diese durch die Stabilisierung/Destabilisierung des entstehenden Ylids eine selektive Bildung einer trans- bzw. cis-konfigurierten Doppelbindung ermöglichen.
Eine Möglichkeit der Totalsynthese ergibt sich beispielsweise ausgehend von 1,9-Nonandial. Dieses reagiert mit (1,3-Dioxolan-2-yl-methyl)-triphenylphosphoniumbromid in einer zweifachen Wittig-Reaktion zu (2E,11E)-Tridecadiendial. Anschließend findet mit Butyltriphenylphosphoniumbromid eine weitere Wittig-Olefinierung statt, es entsteht (2E,10E,12Z)-Hexadecatrienal. Die (Z)-Konfiguration entsteht hierbei mindestens im Verhältnis 9:1. Die Doppelbindung, die sich an der zweiten Position befindet, wird danach zu einer Einfachbindung reduziert. Dieser Schritt erfolgt durch Umsetzung mit dem Hantzsch-Ester, welcher als schwaches Reduktionsmittel verwendet wird. Im letzten Schritt erfolgt eine Reduktion der Aldehydgruppe zu einer primären Hydroxygruppe mittels Natriumborhydrid, es entsteht Bombykol.

## Biosynthese
Die Biosynthese findet in den Pheromondrüsen der weiblichen Motten statt und basiert auf der Fettsäurebiosynthese. Die Biosynthese von Bombykol nutzt keine kettenverlängernden oder -verkürzenden Schritte, weshalb sie von Palmitoyl-CoA ausgeht. Im ersten Schritt der Synthese erfolgt die Reaktion von Palmitoyl-CoA zu (11Z)-Hexadecenoyl-CoA, katalysiert wird die Reaktion durch das Enzym Palmitoyl-CoA-Desaturase. Im nächsten Schritt erfolgt die Bildung der zweiten Doppelbindung, diesmal in trans-Konfiguration, sodass (10E,12Z)-10,12-Hexadecadienoyl-CoA entsteht. Das katalysierende Enzym weist eine hohe Substratspezifität auf, sodass nur eine geringe Menge an Isomeren entsteht. Das 10,12-Dien stellt den Vorgänger des Bombykols dar und liegt hauptsächlich als Triglycerid vor und wird in zytoplasmatischen Lipidtröpfchen gespeichert. Die Neurohormone führen zur Freisetzung und Weiterreaktion zu Bombykol. Im letzten Schritt entsteht durch Reduktion und Abspaltung von CoA das Bombykol.

## Detektion des Bombykols
Die Detektion des Bombykol erfolgt über die Sensillen der Männchen. Das vom Weibchen ausgestoßene Bombykol gelangt durch mikroskopisch kleine Öffnungen in der wachsartigen Kutikula der Sensillen. Diese mikroskopischen Poren bieten Duftstoffen aus der Luft Zugang, während sie die Verdunstung der dendritischen Rezeptorzellen umgebenden wässrige Lösung in den Sensillen minimiert. Um eine Interaktion des Pheromons mit dem entsprechenden Pheromonrezeptor zu ermöglichen, muss das hydrophobe Pheromon zunächst die sensilläre Lymphe passieren. Der Transport erfolgt über ein Pheromonbindendes Protein (PBP). Charakteristisch für Proteinbindende Pheromone ist das geringe Gewicht von bis zu 20~kDa. 
Das Pheromonbindungsprotein des Bombykols besteht aus sechs α-Helices. Das Bombykol wird in einer geschlossenen, hydrophoben Tasche gebunden, die von vier antiparallelen α-Helices gebildet wird. Die Bindung basiert auf hydrophoben Wechselwirkungen.